# Parc de la Cordillera Litoral
Le Parc de la Cordillera Litoral est un espace naturel protégé situé dans les comarque de Vallès Oriental et Maresme (province de Barcelone), en Catalogne ,.
Cette aire protégée est une Zone spéciale de conservation (ZSC) et une Zone de protection spéciale (ZPS) du réseau Natura 2000 définie par la Convention de Ramsar visant la conservation des types d'habitats et des espèces animales et végétales.

## Description
Le processus de protection de la Cordillère littorale catalane entre les régions du Vallès Oriental et du Maresme a été initié à l'initiative de certaines municipalités de la zone et a abouti à la création le 15 mai 1992 duConsorcio de Protección y Gestión del Espacio Natural la Conreria-Sant Mateu-Céllecs, agrandi plus tard avec le nom actuel. Il est régi par le Plan spécial approuvé en 2004 . Géographiquement, la zone correspond à l'extrémité nord de la Sierra de la Marina (es). L'altitude maximale du parc est le massif des Céllecs, qui culmine à 534 m.
Il bénéficie d'un plan particulier de protection.

## Occupation humaine
La zone fut occupée depuis le Néolithique comme en témoignent  les abondantes constructions funéraires, où plusieurs dolmens (Dolmen de Can Boquet (ca), Dolmen de Céllecs (ca),...), des roches forées (Roca Foradada de Vallromanes (ca) ,...) et les restes trouvés en grand nombre de gisements (Els Recers (ca), Cova de la Granota (ca),...)

## Galerie

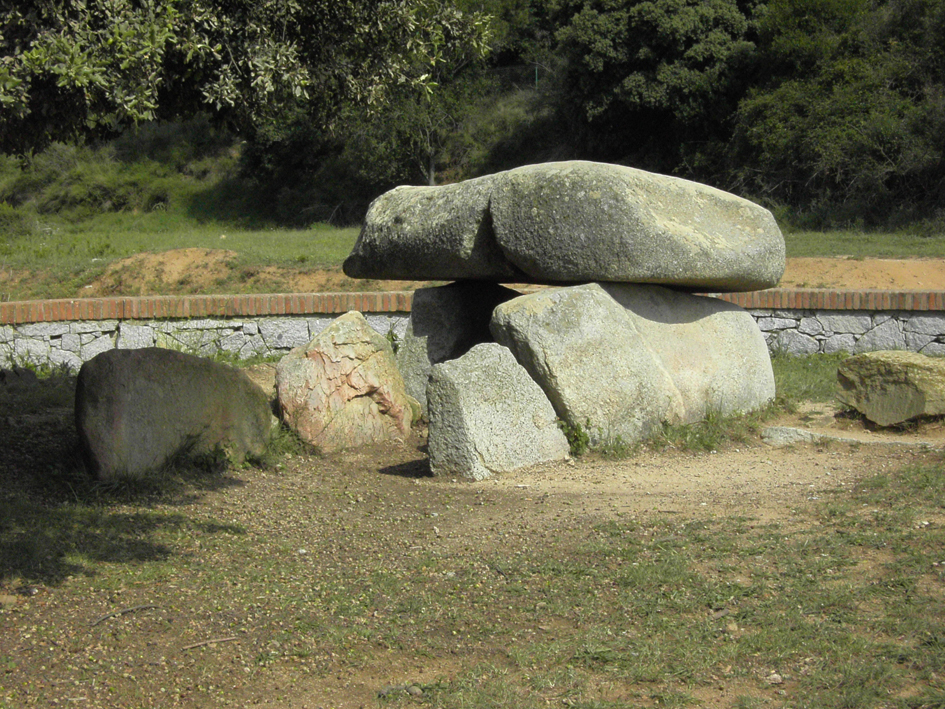
Dolmen de Can Boquet
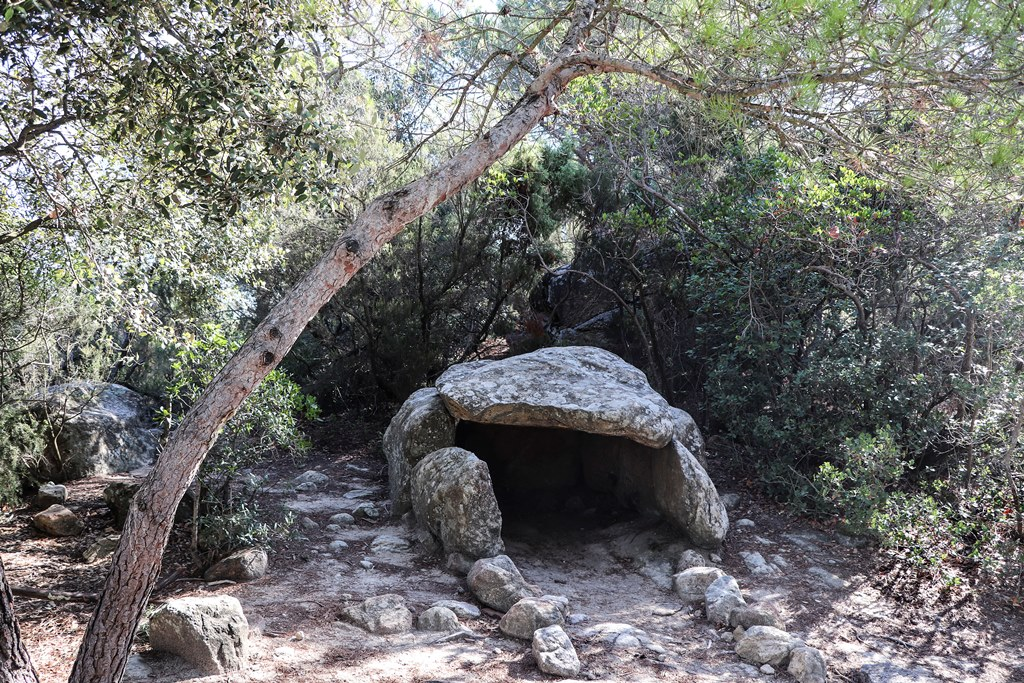
Dolmen de  Céllecs
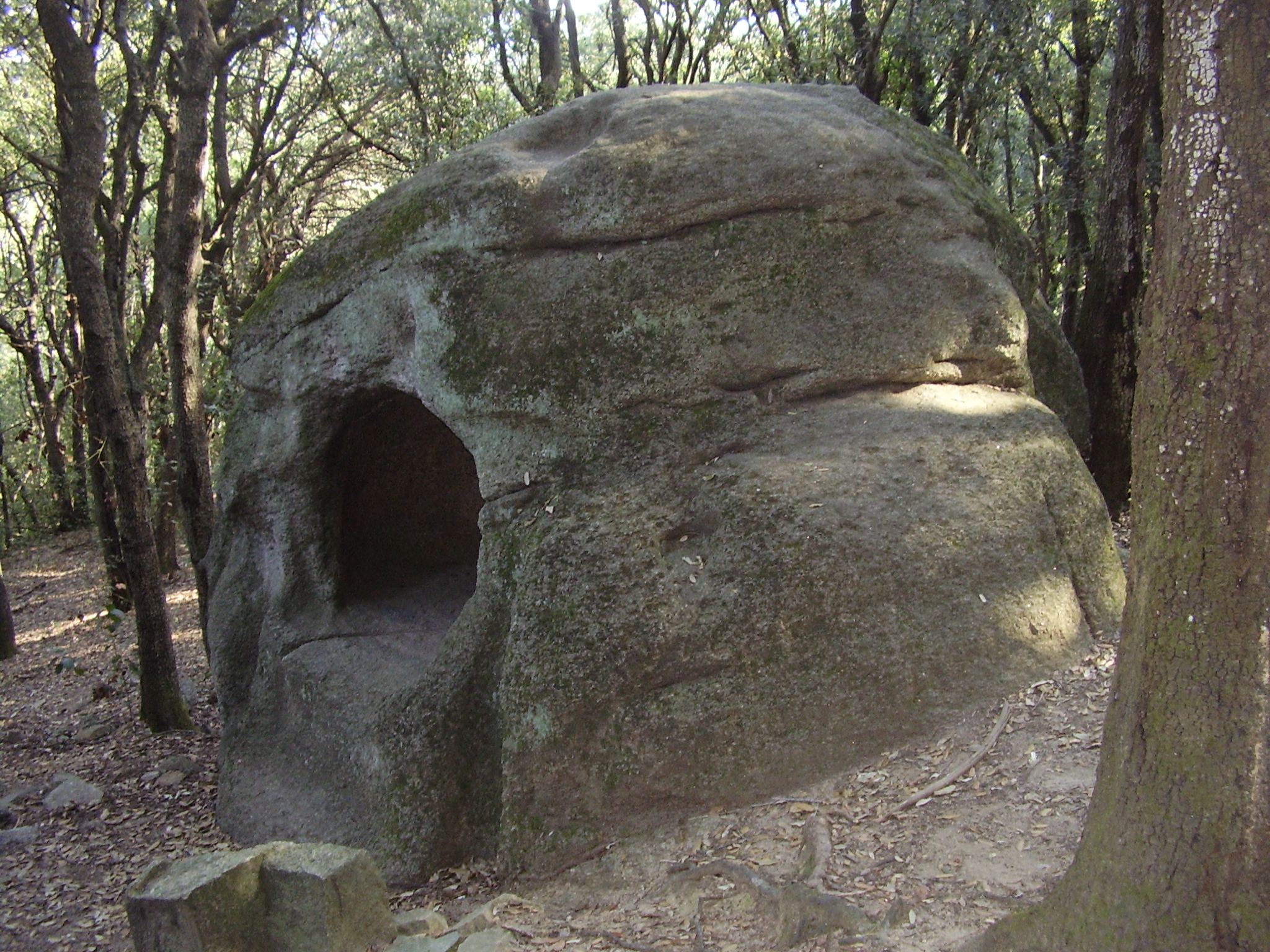
Rocca forrada de Vallromanes
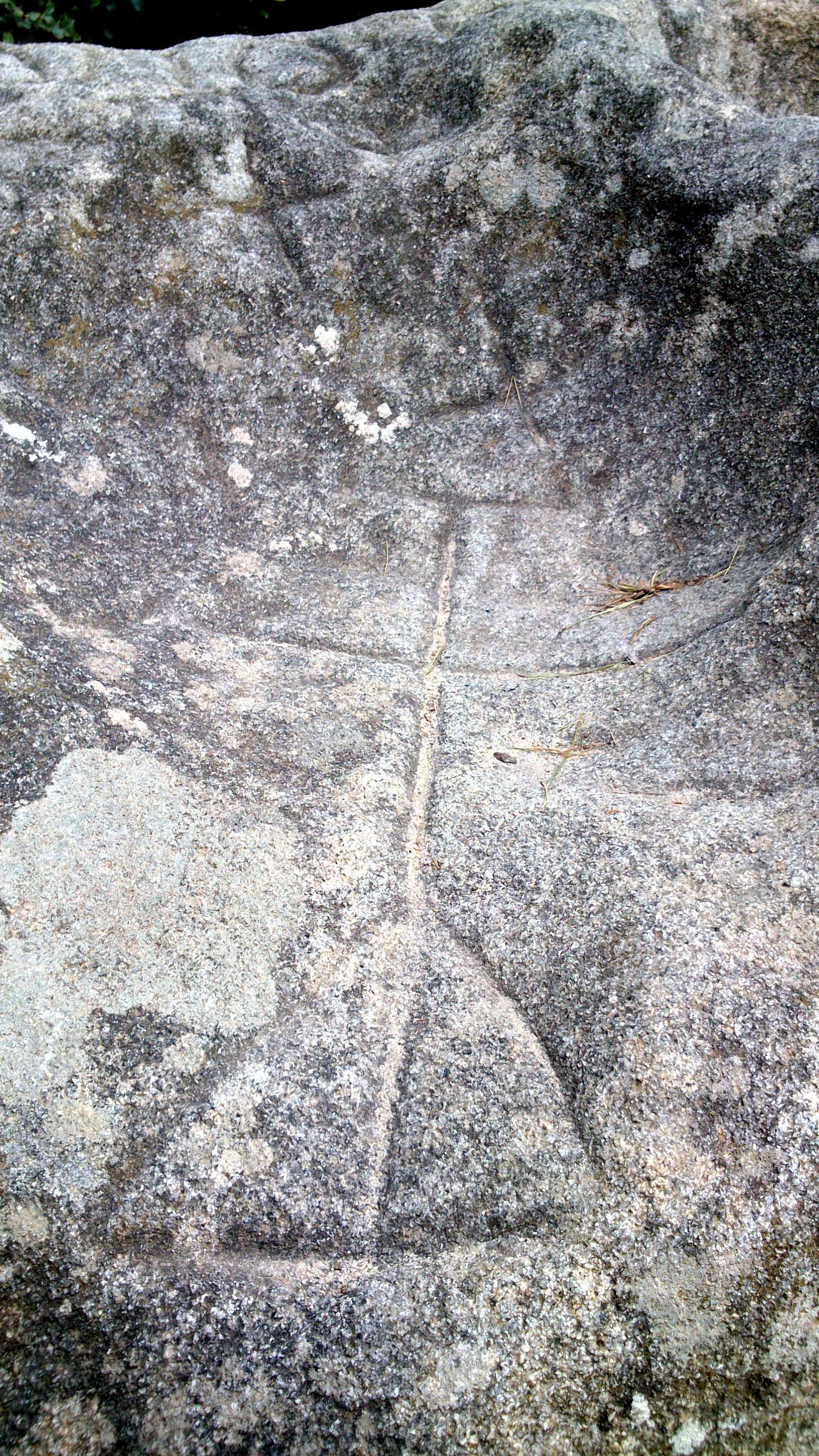
Pétroglyphe de la Piedra de les Creus